# Bogumil Jewsiewicki
Bogumil Jewsiewicki est un historien et professeur d'origine polonaise et naturalisé canadien né à Vilnius en 1942. Il s'est distingué par ses travaux sur l'Afrique centrale francophone et sur les usages sociaux de la mémoire,.

## Honneurs
- 2011 - Professeur émérite de l'Université Laval[2]
- 2009 - Docteur honoris causa de l'Université de Bucarest[1]
- 2007 - Médaille Marius Barbeau de l'Association canadienne d’ethnologie et de folklore[4]
- 2006 - Distinguished Africanist Award Winners de l'African Studies Association[5]
- 1990 - Bourse de recherche Killam du Conseil des arts du Canada[6]